# United States Food Administration

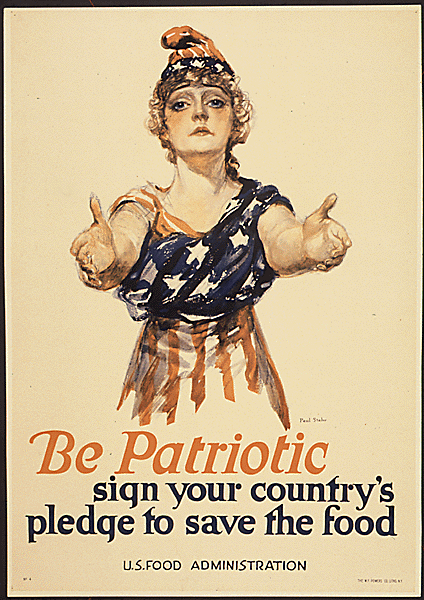

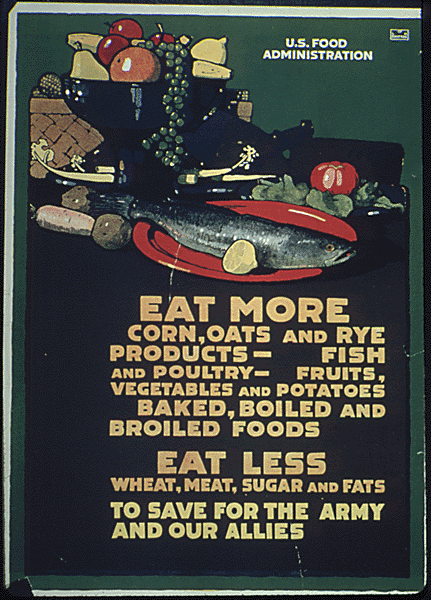

Die United States Food Administration (deutsch „Lebensmittelverwaltung der Vereinigten Staaten“) war nach dem Eintritt der USA in den Ersten Weltkrieg bis zum Kriegsende eine Behörde mit der Aufgabe einer Bewirtschaftung von Lebensmitteln. Ein wichtiges Ziel war die Stabilisierung von landwirtschaftlichen Erzeugerpreisen.

## Zustandekommen des Namens
Nach dem Eintritt der USA in den Ersten Weltkrieg im April 1917 beauftragte Präsident Woodrow Wilson Herbert Hoover, der mit dem Belgischen Hilfswerk gerade einschlägige Erfahrungen gesammelt hatte, die Lebensmittel für den Krieg zu bewirtschaften. Am 9. Mai 1917 wurde ihm die Lebensmittelverwaltung nach Maßgabe des Lever Act und der Executive Order 2679-A vom 10. August 1917 anvertraut. Als Antwort auf die Missernten der Jahre 1916 und 1917 schwebte Wilson die Gründung eines Amtes für Lebensmittelbewirtschaftung vor, doch konnte Hoover ihm – eingedenk der Unbeliebtheit derartiger Ämter in Europa – die Idee ausreden. Er wollte die Entscheidungsbefugnis bei einer einzigen Person sehen, in jeder Phase „vom Acker bis zum Magen“. Wilson wiederum wollte alles vermeiden, was annähernd den Eindruck eines „Lebensmittel-Diktators“ hätte hervorrufen können. Man löste das Problem, indem für Hoover die Bezeichnung „Verwalter“ und für die Leitung die der „Verwaltung“ gewählt wurde, was das Bild von beidseitiger Abstimmung bei gleichzeitig straffer Führung lieferte. Im Gegensatz zu allen anderen vom Krieg verursachten Unternehmungen war die Lebensmittelverwaltung als einzige nicht einem Amt oder einer Kommission unterstellt und kannte Monate hindurch „kein Lametta und keine Uniformpracht“.

## Kriegsentscheidende Lebensmittel

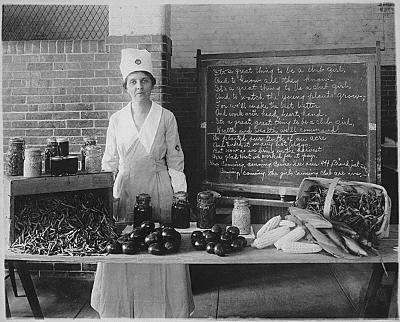
Mina C. Winkle erklärt empfohlene Verarbeitung von Lebensmitteln

Der Kriegseintritt der USA wurde von Großbritannien mithin weniger wegen der Unterstützung auf dem Schlachtfeld als wegen der Entlastung der angespannten Ernährungssituation begrüßt. Nach der Erklärung des uneingeschränkten U-Boot-Krieges durch die Deutschen, musste bei den Hilfsanstrengungen für die Briten, die bei ihrer Brotversorgung zu 80 Prozent von Überseetransporten abhingen, unablässig der Erkenntnis Rechnung getragen werden, dass Lebensmittel den Krieg gewinnen würden. Durch den „Food and Fuel Control Act“ vom 10. August 1917 wurde Hoover mit den gewünschten Vollmachten ausgestattet, die ihm ermöglichten, mit einer Mischung aus Zwang und Appell zu freiwilligem Verzicht die erforderlichen Nahrungsmittelmengen aufzubringen. Ein beratendes Komitee der Verbraucher wurde geschaffen und ein Kriegskomitee der Farmer, die nach Möglichkeit nicht zum Militärdienst einberufen werden sollten. Für die Stabilisierung eines niedrigen Preisniveaus wurden nicht pauschal Höchstpreise vorgeschrieben, sondern Aufschläge für jede Verarbeitungsstufe festgesetzt. Die Verhinderung von Spekulation und Gewährleistung zugesagter Erzeugerpreise war folglich auch eine der Hauptaufgaben der von der U.S.F.A. gegründeten US Grain Corporation und des US Sugar Equalization Board, deren alleiniger Anteilseigner der Staat war. Bei alledem wurde darauf geachtet, keine Bürokratie von mit der Sache nicht Vertrauten entstehen zu lassen, sondern die Branchen selbst um Rechenschaft zu bitten. Ungewöhnlich war die Möglichkeit, „Mitglied“ der Lebensmittelverwaltung zu werden, durch Selbstverpflichtung auf einfaches Leben – 20 Millionen Bürger taten den Schritt. Nachdem sie Transaktionen über sieben Milliarden Dollar getätigt hatte, wurde die Behörde mit dem Ende des Krieges überflüssig. Präsident Wilson forderte Herbert Hoover am 7. November 1918 auf, sie in ein neues Unternehmen zu überführen, dessen Zweck die Lebensmittelhilfe und der Wiederaufbau in Europa würde. Die gesetzliche Grundlage für diese „Verwaltung des Amerikanischen Hilfswerks“ (American Relief Administration) wurde am 25. Februar 1919 geschaffen.

## Öffentliche Kampagnen

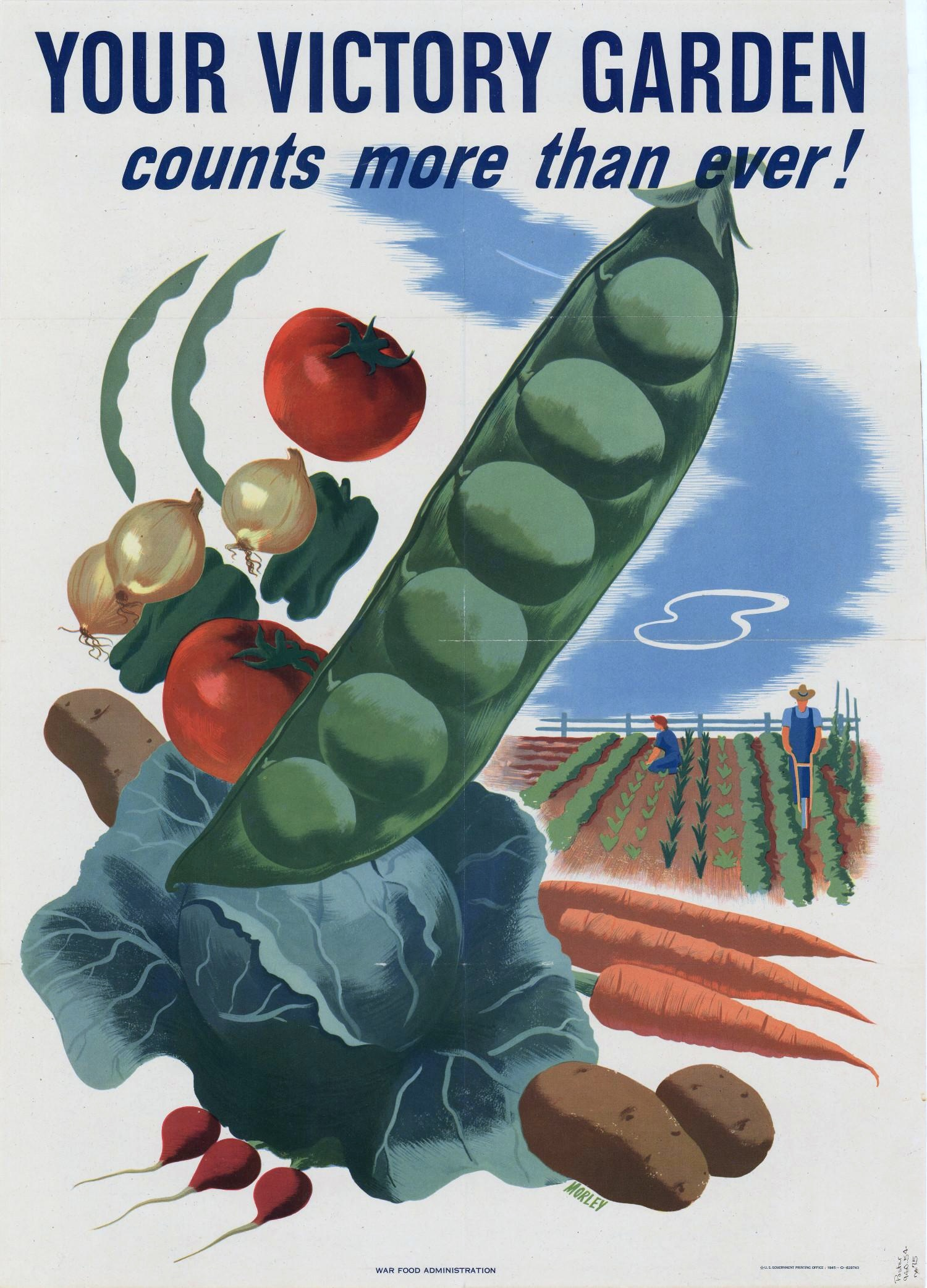
Amerikanisches Poster für Gemüse aus dem Victory Garden

Ein fleischloser Meatless Monday wurde in den USA bereits im Ersten Weltkrieg eingeführt. Die USFA appellierte an die Familien und speziell die Hausfrauen, für die Kriegsanstrengungen auf bestimmte Nahrungsmittel (montags Fleisch, mittwochs Weizen) zu verzichten. Die USFA bot eine Vielzahl von Werbematerialien für die Aktion, darunter auch Rezeptvorschläge und gesundheitliche Empfehlungen. Die Kampagne wurde im Zweiten Weltkrieg wiederholt und zudem empfohlen und unterstützt, mehr Gemüse selbst anzubauen und zu verzehren.
Dazu wurden die sogenannten Victory-Gardens (Siegesgärten) landesweit propagiert und angelegt, das dabei typische Format von Gemüsegärten in städtischen Gebieten und Parks wurde seit 2000 unter anderen Vorzeichen wieder aufgenommen. Bekannt wurde der im März 2009 von First Lady Michelle Obama angelegte "Küchengarten" auf dem Rasen des Weißen Haus, der erste solche Nutzgarten seit 1945 Eleanor Roosevelt das Weiße Haus verlassen hatte.

## Nachweise
- Herbert Hoover: Memoiren (Bd. 1). Jahre der Abenteuer 1874–1920, Matthias-Grünewald-Verlag, Mainz 1951, S. 215–225
- Herbert Hoover: Memoiren (Bd. 2). Das Kabinett und die Präsidentschaft 1920–1933, Matthias-Grünewald-Verlag, Mainz 1952, S. 20–28